# Национальный олимпийский комитет Республики Беларусь
Национальный олимпийский комитет Республики Беларусь — формально самостоятельное, независимое общественное объединение, статус и роль которого определяются Олимпийской хартией и Законом Республики Беларусь «О физической культуре и спорте». Национальный олимпийский комитет Республики Беларусь был основан 22 марта 1991 года. Первым президентом НОК был избран Владимир Николаевич Рыженков.

## История
22 марта 1991 года — создан НОК, утверждён Устав, избран президент НОК Владимир Рыженков).
9 марта 1992 года — НОК признан Международным олимпийским комитетом в качестве временного члена.
21 сентября 1993 года — НОК официально признан Международным олимпийским комитетом (решение 101-й сессии МОК в Монако).
30 мая 2017 года состоялось отчётно-выборное заседание НОК («Олимпийское собрание»). На нём президентом организации был вновь избран Александр Лукашенко. В тот же день он заявил: «Я для себя определил и вам обещаю, что каждый квартал у нас будет расширенный исполком под руководством Президента. Не те 13 человек в кулуарах, а будем проводить расширенное заседание раз в квартал». Тем не менее за последующий год известность получил лишь один «расширенный исполком под руководством Президента», проведённый 7 сентября 2017 года
26 февраля 2021 года на отчетно-выборном Олимпийском собрании состоялись выборы президента Национального олимпийского комитета Республики Беларусь. Из двух кандидатов — Александра Лукашенко и его сына Виктора Лукашенко — президентом был избран Виктор Александрович Лукашенко, тем самым став 3-м президентом НОК Беларуси.

## Структура НОК
- Исполнительный комитет НОК в составе 12 человек:
  - Лукашенко Виктор Александрович — президент (не признал МОК)
  - Довгалёнок Дмитрий Александрович — вице-президент
  - Головина Полина Юрьевна — генеральный секретарь
  - Барбашинский Андрей Станиславович
  - Басков Дмитрий Юрьевич (не признал МОК)
  - Богданович Александр Викторович
  - Бут-Гусаим Александр Васильевич
  - Зубрилова Елена Николаевна
  - Малеваная Ирина Анатольевна
  - Мужжухин Денис Александрович
  - Цилинская Наталья Валерьевна
  - Черкашина Любовь Викторовна.
- Постоянные комиссии:

1. Комиссия по работе с федерациями по видам спорта.
2. Комиссия по делам спортсменов.
3. Комиссия по культуре, олимпийскому образованию и развитию студенческого спорта.
4. Комиссия «Спорт и устойчивое развитие».
5. Комиссия «Женщины и спорт».
6. Комиссия по взаимодействию со средствами массовой информации.
7. Медицинская и антидопинговая комиссия.
8. Комиссия по этике.

Членами НОК являются:
- 32 федерации по летним олимпийским видам спорта,
- 8 федераций по зимним олимпийским видам спорта,
- 36 федераций по видам спорта, не входящим в программу Олимпийских игр,
- 18 территориальных и ведомственных физкультурно-спортивных организаций.

### Президенты НОК
| № | Президент (годы жизни)                      | Фотография | Срок президентства | Срок президентства           | Длительность правления |
| № | Президент (годы жизни)                      | Фотография | Начало             | Конец                        | Длительность правления |
| - | ------------------------------------------- | ---------- | ------------------ | ---------------------------- | ---------------------- |
| 1 | Владимир Николаевич Рыженков (1945—1996)    |            | 22 марта 1991      | 12 декабря 1996              | 2092 дня               |
| 2 | Александр Григорьевич Лукашенко (род. 1954) |            | 15 мая 1997        | 26 февраля 2021              | 8688 дней              |
| 3 | Виктор Александрович Лукашенко (род. 1975)  |            | 26 февраля 2021    | действующий (не признал МОК) | 1629 дней              |

## Санкции МОК, США
8 марта 2021 года Международный олимпийский комитет не признал Виктора Лукашенко новым президентом НОК Белоруссии. Также МОК не признал членом исполкома Дмитрия Баскова и подтвердил, что санкции против них остаются действительными.
9 августа 2021 года НОК Белоруссии был внесён в список специально обозначенных граждан и заблокированных лиц США на основании обвинений в отмывании денег, уклонении от санкций, в том числе обходе визовых ограничений.
Кроме того, президенты НОК Александр и Виктор Лукашенко находятся под санкциями США, Европейского союза, Великобритании, Швейцарии и Канады, а члену исполкома НОК Дмитрию Баскову запрещён въезд в балтийские страны и в США.

## Награды
- Специальная премия Президента Республики Беларусь деятелям культуры и искусства (6 января 2022 года) — за организацию и проведение спортивно-культурного фестиваля «Истоки. Шаг к Олимпу», направленного на популяризацию здорового образа жизни, укрепление семейных ценностей и сохранение национальных традиций[17].